# Festividad Virgen de los Remedios de Timalchaca
Festividad Virgen de los Remedios de Timalchaca  es la celebración de carácter religioso  andino y cultural  realizada anualmente en el pueblo de Timalchaca, comuna de Putre, Chile. La celebración se realiza cada 21 de noviembre  en honor a la Santa Patrona del mundo andino de la Provincia de  Parinacota junto con la Diócesis de Arica. Esta es la mayor fiesta religiosa de la provincia dado a su popularidad de la región,  reuniéndose en este pueblo de alrededor de 300 visitantes durante la semana de celebraciones con motivo principal para cumplir de carácter penitenciario sus mandas. El pueblo de Timalchaca se ubica cercano a quebrada de Guaillane, 123,96 km al sureste de Arica y a 134 km de Putre, a una altura de 4.200 msnm.

## Leyenda de la Virgen de los Remedios.

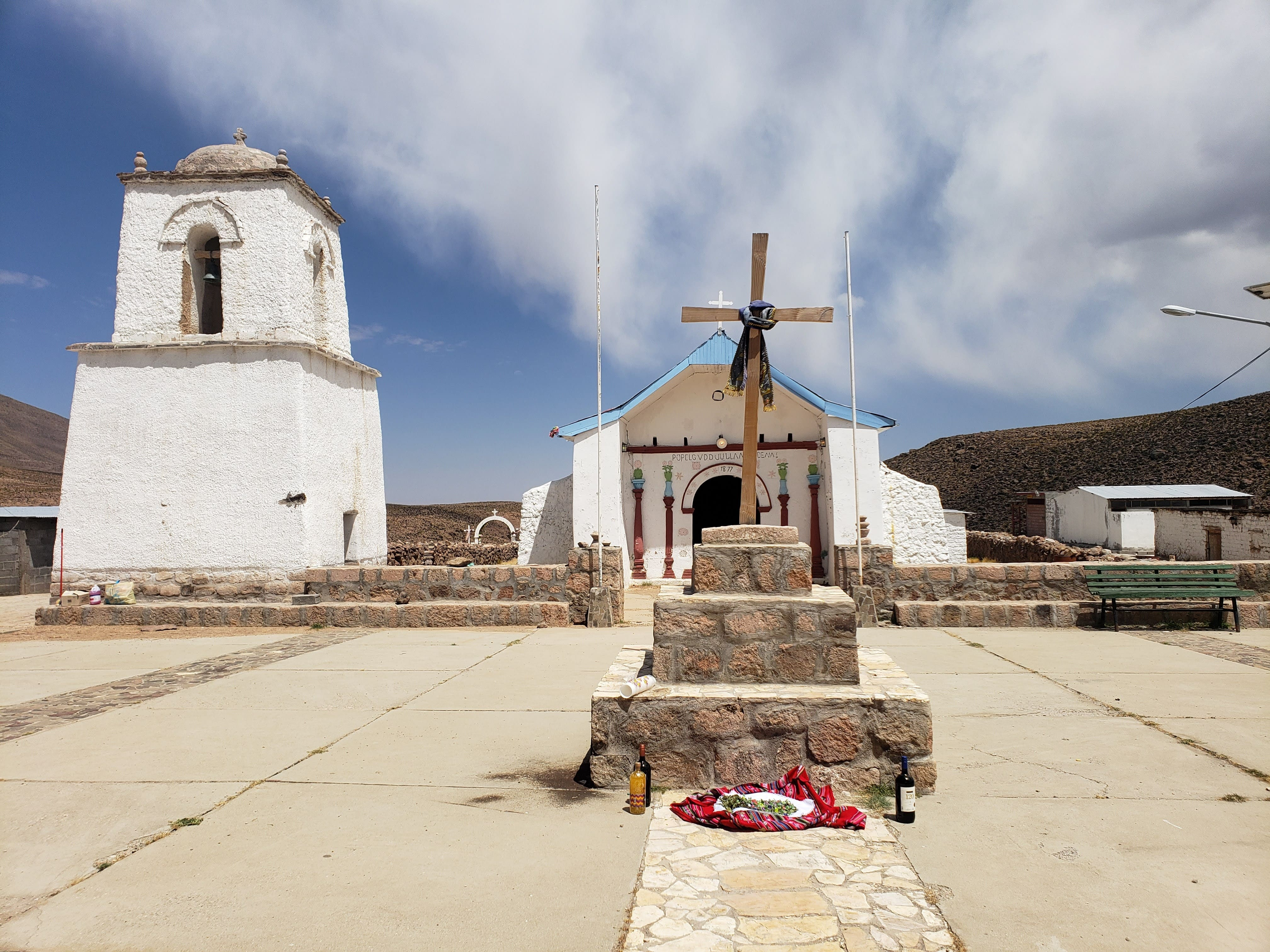
Sector plaza central del pueblo, mirando en dirección a la entrada al Santuario donde esta la Virgen de los Remedios.

Cuenta la leyenda  que un 21 de noviembre del 1857, un pastor durante su labor diaria se encontró de pronto junto a un bofedal una paloma blanca que tomaba agua; junto a ella había un arbusto denominado ñuñumaya. Ambos no eran típicos del lugar por lo que se le generó una especie de sospecha al pastor. En su intento de capturarla por la extrañeza que esta le proporcionaba, la paloma tomó su primer vuelo de unos 50 m a la cumbre de una colina muy cercana. Luego la paloma realizó su próximo vuelo a unos 30 m, dado así tres saltos; finalmente capturando en sus manos. Pero esta se transformó en un relicario que hoy en la actualidad lleva la Virgen de los Remedios en el pecho, dando lugar así a, como hoy se le llama, "El Milagro". 

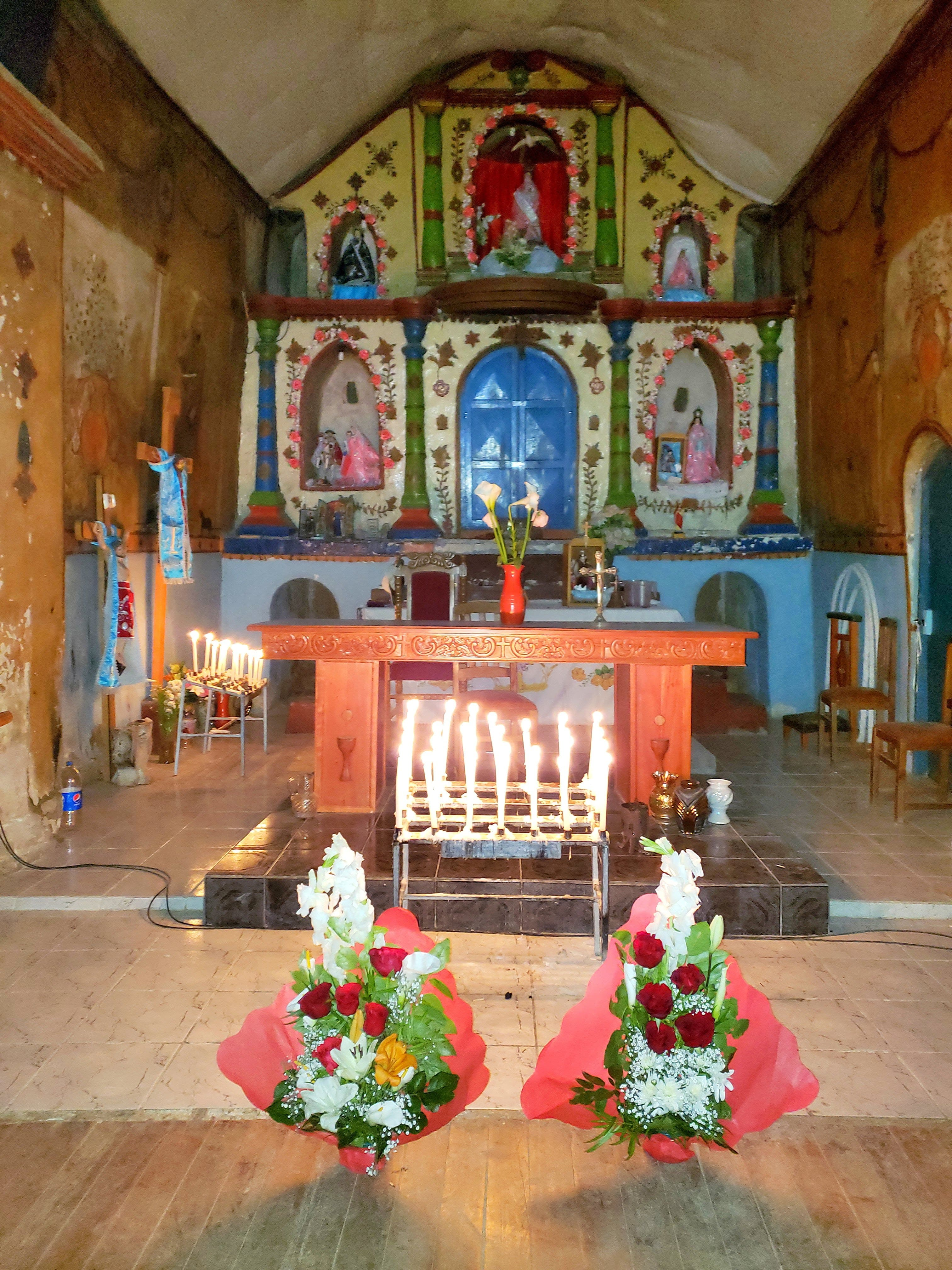
Imagen frontal en donde se puede apreciar a la Virgen de los Remedios en lo alto en compañía con los santos y santas en el sector sagrado.

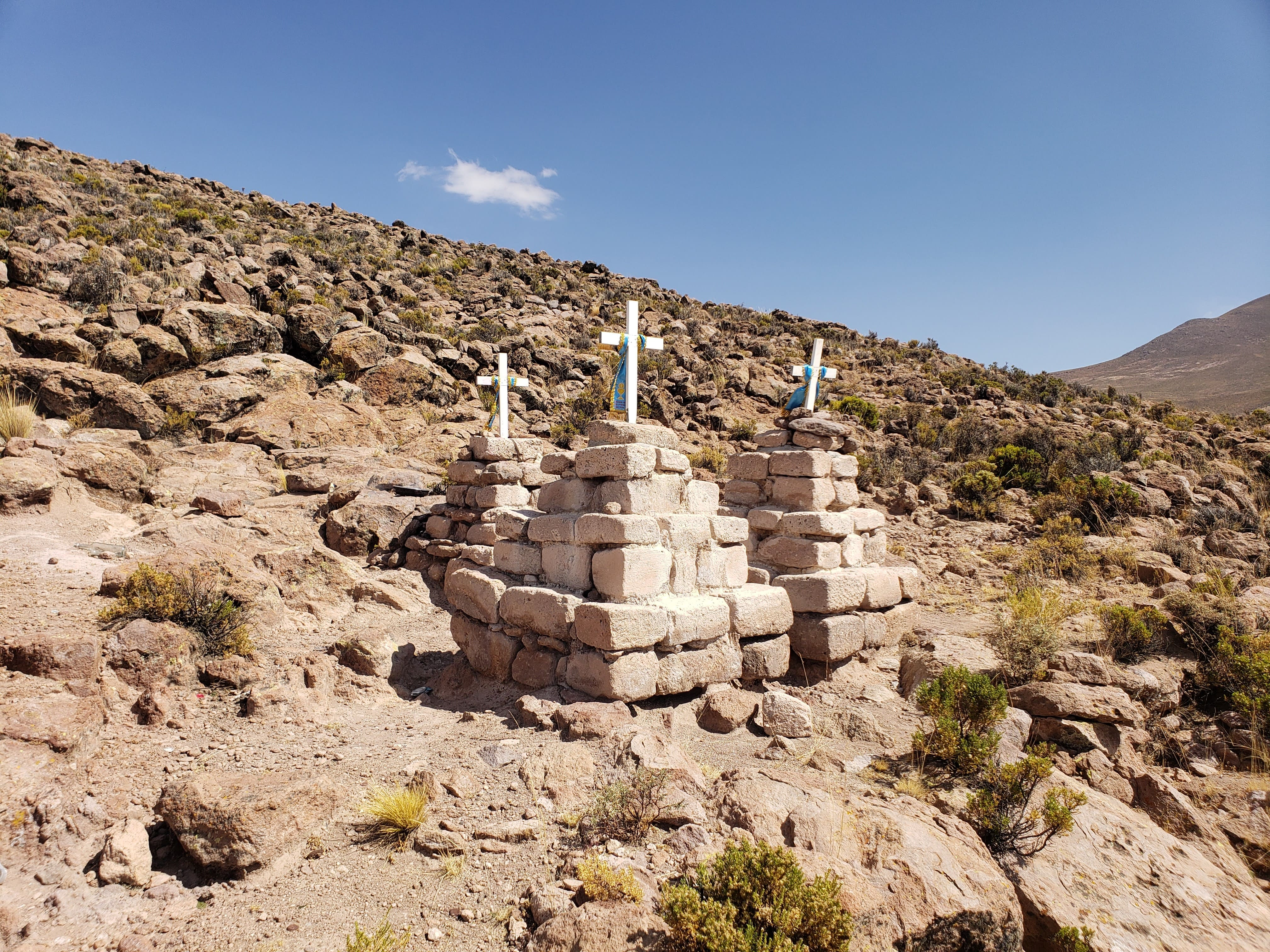
Sitio sagrado en donde se realizan tradiciones ancestrales anticipada a la festividad de la veneración a la Virgen de los Remedios.

## Bailes
Los hitos históricos relacionados con la celebración de festividad remonta en el año  1929 es con la fundación del baile religioso llamados los Novenantes de Livilcar, año siguiente, se funda el Baile Morenos de Ticnamar en 1930 según fechas inscritas en sus estandarte que llevan. Cabe destacar que en 1929 se informa de una situación en la prohibición de la celebración por las autoridades chilenas de realizar la Fiesta de la Virgen de las Peñas. Por ello, habría provocado la necesidad de llevar a cabo su fiesta de la Virgen en otro lugar, lo que explica la presencia de los Livilqueños antes que los Ticnameños. 
Hoy en la actualidad existen 18 sociedades religiosas que cada año venerar a la Virgen de los Remedios,  con diferentes tipos de danzas como son los morenos, gitanos, caporales, kullaguas, huayllas, tinkus, Llamerada y uno particular que es el pisa pisa que lo efectúa la sociedad religiosa de Morenos de Ticnamar, esto contemplan los siguientes bailes: 
| Número perteneciente a la sociedad | Nombre de la Sociedad Religiosa                      | Fecha de fundación |
| ---------------------------------- | ---------------------------------------------------- | ------------------ |
| 1                                  | Morenos de Ticnamar                                  | 1930               |
| 2                                  | Morenos Mixta Hijos de Ticnamar                      | 14/04/1964         |
| 3                                  | Morenos Mixta Virgen de los Remedios                 | 15/02/1974         |
| 4                                  | Gitanos Virgen de los Remedios                       | N/A                |
| 5                                  | Morenos Mixta de Arica                               | N/A                |
| 6                                  | Caporales Hijos de María de los Remedios             | 30/01/1986         |
| 7                                  | Gitanos hijos de María de Nuestra Señora de Remedios | 12/12/1987         |
| 8                                  | Kullaguas Virgen de los Remedios                     | 01/02/1989         |
| 9                                  | Huayllas Hijos de María                              | 04/04/1992         |
| 10                                 | Morenos Hijas de Ticnamar                            | N/A                |
| 11                                 | Morenos Novenantes de María de los Remedios          | 04/01/1997         |
| 12                                 | Morenos de Arica Virgen de los Remedios              | 20/11/1994         |
| 13                                 | Caporales Virgen de los Remedios                     | 20/09/1997         |
| 14                                 | Tinkus Hijos de Timalchaca                           | 22/11/1999         |
| 15                                 | Morenos de Livilcar                                  | N/A                |
| 16                                 | Morenos Madre de Jesús Virgen de los Remedios        | 30/03/2014         |
| 17                                 | Llamerada Virgen de los Remedios de Timalchaca       | 21/11/2015         |
| 18                                 | Morenos Mixta Hijos de Timalchaca                    | 21/11/2019         |

## Anunciación de Patrona del mundo andino
La devoción de la Virgen de los Remedios se cristaliza mediante un decreto N°2310/92 del Obispado de la Diócesis el Monseñor Ramón Salas Valdés el 23 de octubre de 1992; este nombra por ley canónica y constituye a la Santísima Virgen de los Remedios como Patrona del Mundo Andino en la provincia de Parinacota. citando las siguientes palabras:

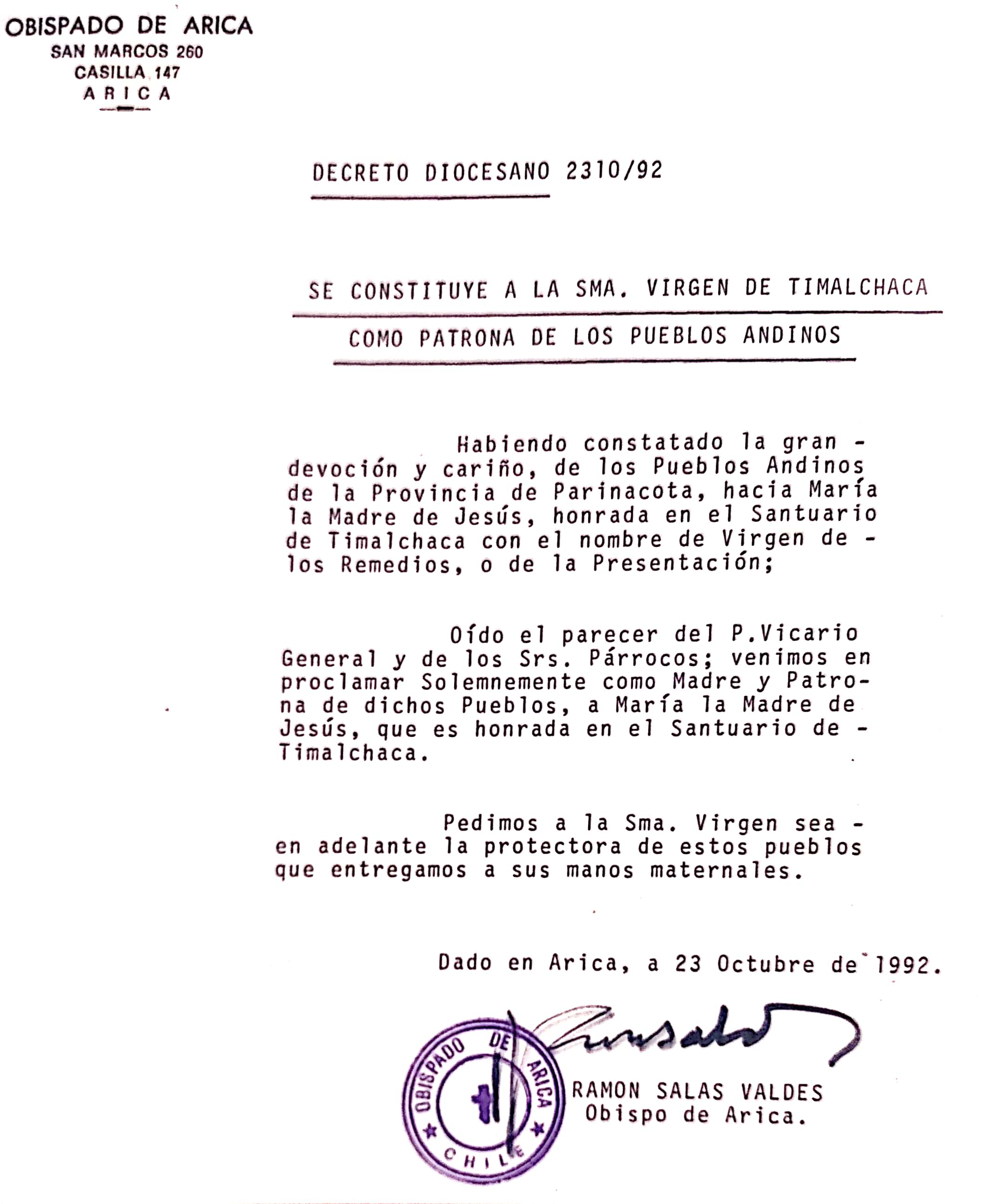
Decreto que establece la que Virgen de los Remedios de Timalchaca pertenece como Patrona del mundo Andino de Parinacota.

"Oído el parecer del P. Vicario General y de los Sres. Párrocos; venimos en proclamar solemnemente como Madre y Patrona de los Pueblos, a María la Madre de Jesús, que es honrada en el Santuario de Timalchaca"
Ramon Salas Valdes, 23 de Octubre del 1992

## Alférez
Cada año, personas o familias toman el cargo total de la festividad para el siguiente año de la celebración, registro contemplan desde los años: 
| AÑO  | ENCARGADO DE LA FESTIVIDAD           |
| ---- | ------------------------------------ |
| 2018 | Familia Yante Loza                   |
| 2019 | Familia Contreras Cutipa             |
| 2020 | Asociación y Alferazgo de Timalchaca |
| 2021 | Asociación y Alferazgo de Timalchaca |
| 2022 | Asociación y Alferazgo de Timalchaca |
| 2023 | José Muñoz y Sra Carmen familia      |
| 2024 | Tommy Ñave y familia                 |
| 2025 | Asociación y Alferazgo de Timalchaca |